# Punk Goes Christmas
Punk Goes Christmas è il quattordicesimo album della serie di compilation Punk Goes..., pubblicato dalla Fearless Records il 5 novembre 2013. Contiene 12 canzoni natalizie (originali o cover) realizzate da band della scena rock e punk. L'annuncio della sua pubblicazione è stato dato il 20 settembre dello stesso anno.
Nel novembre 2015 è stata pubblicata un'edizione deluxe dell'album, contenente 4 tracce aggiuntive.

## Tracce
Edizione standard
1. New Found Glory – Nothing for Christmas – 3:36
2. All Time Low – Fool's Holiday – 3:43
3. Real Friends – I Had a Heart – 2:39
4. Man Overboard – Father Christmas – 3:29
5. The Summer Set – This Christmas – 3:03
6. Crown the Empire – There Will Be No Christmas – 3:08
7. Yellowcard – Christmas Lights – 4:02
8. Issues – Merry Christmas, Happy Holidays – 3:45
9. Jason Lancaster – All I Can Give You – 4:02
10. The Ready Set – I Don't Wanna Spend Another Christmas Without You – 3:19
11. Set It Off – This Christmas (I'll Burn It to the Ground) – 3:27
12. William Beckett – Do You Hear What I Hear? – 3:11

Edizione deluxe
1. New Found Glory – Nothing for Christmas – 3:36
2. All Time Low – Fool's Holiday – 3:43
3. Real Friends – I Had a Heart – 2:39
4. Jarrod Alonge – 12 Days of a Pop-Punk Christmas – 3:27
5. Man Overboard – Father Christmas – 3:29
6. The Summer Set – This Christmas – 3:03
7. Crown the Empire – There Will Be No Christmas – 3:08
8. Yellowcard – Christmas Lights – 4:02
9. August Burns Red – Home Alone Theme – 3:48
10. Issues – Merry Christmas, Happy Holidays – 3:45
11. Jason Lancaster – All I Can Give You – 4:02
12. Being as an Ocean – Have Yourself a Merry Little Christmas – 2:37
13. The Ready Set – I Don't Wanna Spend Another Christmas Without You – 3:19
14. This Wild Life – Sleigh Ride – 3:19
15. Set It Off – This Christmas (I'll Burn It to the Ground) – 3:27
16. William Beckett – Do You Hear What I Hear? – 3:11